# Serge Boucher
Pour les articles homonymes, voir Boucher.
Serge Boucher, né le 26 juillet 1963 à Victoriaville, est un dramaturge québécois.

## Biographie
Après l'obtention d'un diplôme en Interprétation théâtrale au Cégep Lionel-Groulx, il s'inscrit au baccalauréat en enseignement du Français maternel au secondaire, qu'il obtient en 1989. Il devient ensuite professeur de français à l'école secondaire Pierre-Bédard de Saint-Rémi, tout en s'adonnant à l'écriture dramatique. Natures mortes, sa première pièce, est montée au Théâtre de Quat'sous dans une mise en scène de Michel Tremblay en novembre 1993. Après avoir remporté le Prix Gratien-Gélinas, Motel Hélène, la pièce suivante, est créée par René Richard Cyr à l'Espace Go, en novembre 1997, avant de connaître une adaptation télévisuelle, tout comme 24 poses (portraits).
Dès lors, ses pièces sont montées sur les scènes du Théâtre d'Aujourd'hui et de la Compagnie Jean-Duceppe. Sa pièce Avec Norm est créée au Théâtre d'Aujourd'hui en 2004 et reprise en 2013 au Théâtre du Rideau Vert. Toujours en 2004, la Compagnie Jean Duceppe produit Les bonbons qui sauvent la vie.
En 2005, Serge Boucher cesse d'enseigner pour se consacrer entièrement à l'écriture. Il écrit les pièces Là, montée en 2006, et Excuse-moi, présentée en 2010. Ces deux œuvres ont pour héros le personnage de François Dubé qui apparaissait déjà dans 24 poses (Portraits).
Serge Boucher est aussi l'auteur des téléséries Aveux et Apparences, deux suspenses psychologiques qui connaissent un réel succès d'auditoire en plus d'être bien reçus par la critique. Aveux, réalisé par Claude Desrosiers et présenté en 2009, raconte les difficiles retrouvailles d'un jeune homme avec sa famille qu'il a quitté plusieurs années auparavant. Apparences, réalisé par Francis Leclerc et diffusé en 2012, traite de la relation entre deux sœurs jumelles dont l'une disparaît mystérieusement. Aveux permet à Serge Boucher de récolter le Gémeau du meilleur texte pour une série dramatique en 2010.
Pendant l'hiver 2016, Serge Boucher revient au théâtre avec Après, une pièce à deux personnages qui raconte le séjour à l’hôpital d’un père infanticide et la relation qui s'établit entre lui et l'infirmière qui le soigne. La même année, il propose une nouvelle télésérie, Feux, réalisée une fois encore par Claude Desrosiers. Autre suspense psychologique dans la veine de ses deux séries précédentes, Feux s'attarde sur le destin d'un agent immobilier dont la mère est décédée dans un mystérieux incendie et qui retrouve par hasard celle qui le gardait alors qu'il était enfant.
Serge Boucher est aussi le scénariste de la télésérie Olivier, diffusée pendant l'automne 2017 et à nouveau réalisée par Desrosiers. La série se présente comme une adaptation assez libre du récit autobiographique Dans mes yeux à moi écrit par Josélito Michaud et raconte l'histoire d'un jeune garçon né de parents inconnus qui passe par plusieurs familles d'accueil.

## Analyse de l'œuvre
Le théâtre de Serge Boucher présente des personnages dépossédés de leur propre existence, prisonniers d'un quotidien banal et dévalorisant qui précipite leur déchéance ou maintient leur enlisement. Ainsi, Avec Norm décrit le quotidien d'un simple d'esprit vivant dans la pauvreté, alors que Les bonbons qui sauvent la vie suit l'itinéraire d'une femme condamnée à la prison. L'approche sans concession de Serge Boucher, parfois considérée comme de l'hyperréalisme théâtral, cherche avant tout à révéler l'humanité des malchanceux ou des perdants de la société québécoise contemporaine par le moyen d'instantanés dramatiques.

## Œuvre

### Théâtre
- 1990 : Natures mortes
- 1995 : Motel Hélène
- 1998 : 24 poses (portraits)
- 2004 : Les Bonbons qui sauvent la vie
- 2004 : Avec Norm
- 2006 : Là
- 2009 : Excuse-moi
- 2016 : Après

### Séries télévisées
- 2009 : Aveux, série télévisée québécoise réalisée par Claude Desrosiers
- 2012 : Apparences, série télévisée québécoise réalisée par Francis Leclerc
- 2016 : Feux, série télévisée québécoise réalisée par Claude Desrosiers
- 2017 : Olivier, série télévisée québécoise réalisée par Claude Desrosiers
- 2019 : Fragile, série télévisée québécoise réalisée par Claude Desrosiers
- 2022 : C'est le spécialiste, acteur
- 2022 : Fragments, série télévisée québécoise réalisée par Claude Desrosiers

## Honneurs
- Prix Gratien-Gélinas pour Motel Hélène
- Finaliste au Prix du Gouverneur général du Canada pour Motel Hélène
- Finaliste au Prix du Gouverneur général du Canada pour 24 poses (portraits)
- Prix Gémeaux du meilleur texte 2010, pour Aveux